# Alexandre Héraud
Pour les articles homonymes, voir Héraud.
Alexandre Héraud, né le 15 juillet 1967 à Orléans (France), est un animateur, documentariste et producteur d'émissions de radio et de médias en ligne. Il travaille de nombreuses années pour France Culture (1991-2011) puis France Inter (2011-2016), avant de se lancer dans le web et le multimédia, pour Radio France d'abord, puis pour son propre compte avec Alex en roues libres et Écran sonore. Fin 2023, il entame une collaboration avec le média Blast pour le lancement du podcast Pagaille.

## Biographie

### Radio
Alexandre Héraud a commencé à la radio en 1981 lors de la libéralisation de la bande FM avec la création de Orléans FM dans l'émission Teenagers Connection. Entre 1989 et 1990, il anime, avec Simon Guibert, l'émission Blue Hunter, une hebdomadaire de jazz sur radio Aligre alors dirigée par Supernana.
Fin 1989, il rentre au « desk » de la rédaction de RFI puis collabore ensuite en tant que reporter aux émissions Génération, Migrations et Carrefour de Patrice Biancone.
En 1991, il rejoint l'unité de programme Nuits Magnétiques sur France Culture, et collabore régulièrement aux émissions : Culture Matin de Jean Lebrun, Grand Angle, Lieux de Mémoire, Pot au Feu, À Voix Nue, Radio Libre et Le Pays d'Ici de Laurence Bloch, ainsi que Changement de Décor. Laure Adler lui confie en 2002 l'unité de programme Le Vif du Sujet autour de l'autopsie du fait divers qu'il coordonnera jusqu'en 2006. Puis de 2006 à 2011, il copilote l'unité de programme documentaire Sur Les Docks aux côtés de Pierre Chevalier (2006-2009) puis de Jean Lebrun (2010-2011),.
En juillet et août 2011, il anime L'Heure Ultramarine sur France Inter. De septembre 2011 à 2013, il anime — aux côtés de Tania de Montaigne, puis d'Aurélie Sfez — le magazine culturel quotidien de France Inter Ouvert la Nuit,. En septembre 2013, il prend les rênes de l'émission documentaire Il Existe un Endroit, consacrée au voyage en France,,. A la rentrée 2015, il remplace Alain Le Gouguec pour l'émission 116 rue Albert Londres consacrée aux grands reporters. En 2016, Il se consacre à l'élaboration d'une série de neuf documentaires en diffusion bihebdomadaire sur le thème de la francophonie dans le monde et baptisée Terres d'Alliances pour la grille d'été de France Inter, en partenariat avec l'Alliance française.

### Web & Multimedia
Dès 2013, Alexandre Héraud initie la série baptisée A l'endroit où l'image animée dialogue poétiquement avec le son, elle est constituée de dix Petites Œuvres Multimédia (POM) produites par le collectif Tendance Floue et Joël Ronez, directeur des Nouveaux Médias de Radio France. Ces POM ont été réalisées par le photographe Mat Jacob et diffusées en page d'accueil du site de Radio France pour accompagner l'émission documentaire Il Existe Un Endroit (saison 2013-2014).
En 2016, il accompagne les diffusions de Terres d'Alliances sur Twitter et Facebook par la production de diaporamas sonores que la documentariste Léa Minod réalise avec ses prises de son, ses photos et vidéos.
En 2018, il poursuit son aventure dans l'univers des médias en ligne en lançant le projet Alex en Roues Libres sur le réseau Facebook et la plateforme SoundCloud sous le hashtag #alexenroueslibres,.
En 2019, il poursuit sur sa lancée dans l'univers des podcasts en créant Ecran Sonore, un studio de création et de production de podcasts, constitué d'une équipe pluridisciplinaire issue entre autres des milieux radiophoniques et multimédia.

### Autres implications

#### Tony Scott
En 1990, il organise, avec Simon Guibert, le retour en France du clarinettiste de jazz. Des concerts auront lieu au New Morning en juin 1990.

#### Charlie Hebdo
Il collabore à ce journal satirique de 1999 à 2004.

#### L'affaire Paul Voise
Il est le journaliste enquêteur dans le documentaire Faits divers et insécurité par Arthur et Simon Guibert (2004).

#### Le projet de reconstruction Istouti
Présent au Sri Lanka lors du tsunami du 26 décembre 2004, il initie, avec Philippe Fabry, dès janvier 2005, le projet de reconstruction Istouti à Hambantota sous l'égide de la Fondation de France,.

#### La tournée du chanteur haïtien Beken en France
Après le séisme haïtien de 2010, il organise la tournée française du troubadour haïtien Beken et présente la soirée spéciale Haïti au Festival des Étonnants Voyageurs,.

## Prix
- Lauréat de Prix de la SCAM: En 1995, il reçoit le Prix Découverte sonore pour l'émission Les Restavek, les enfants domestiques en Haïti, émission Grand Angle, France Culture et en 2007, Prix de L'Œuvre sonore pour l'émission Sur les Docks, France Culture[28].
- Prix Ondas : il est nommé deux fois pour deux documentaires diffusés sur France Culture, en 1995, pour Coco Dream diffusé dans Nuits Magnétiques, et en 1999, pour L'Affaire Dutroux diffusé dans Le Vif du Sujet.

## Publications
- En 1993, pour France Culture, il coécrit avec Simon Guibert le feuilleton radiophonique Dashiell Hammett, l'introuvable réalisé par Claude Guerre. Les huit premiers épisodes initialement diffusés au cours de l'été 1993, ont été rediffusés en nocturne sur France Culture, les 22 et 23 novembre 2009[29] ;
- En 2006, il adapte à l"écrit, un documentaire réalisé pour l'émission Le Vif du Sujet de France Culture et publie L'Assassinat de Théo van Gogh[30],[31].

- En 2007, il adapte de nouveau, cette fois-ci avec Léa Garrigues, un documentaire réalisé pour Le Vif du Sujet et ils publient Fidel Castro, une mort annoncée[32],[33],[34]

## Voyages
Pour la radio, Alexandre Héraud a voyagé aux États-Unis et à Cuba (1991), puis dans tout l'arc antillais en 1993, de Miami à Caracas, six mois d'itinérance baptisée La route des rhums pour RFI et Un naïf aux Caraïbes pour France Culture. Puis à Madagascar (Bourse de la Scam, 1999), en Arménie et au Haut-Karabagh (2001), au Sri Lanka (2004-2005 & 2008), au Portugal (2008), au Venezuela (2009), au Québec (2010), en République dominicaine et Haïti (1996 & 2010), en Grèce (2011). En 2016, dans le cadre de la préparation des documentaires Terres d'Alliances diffusés sur France Inter, il s'est rendu en Argentine, en Chine, en Inde, en Irlande et en Ukraine.